# Mandrake il mago
Mandrake il mago (Mandrake the Magician) è un personaggio dei fumetti ideato da Lee Falk (autore anche del successivo Uomo mascherato) e disegnato da Phil Davis, che fece il suo esordio sui quotidiani statunitensi dell'11 giugno del 1934. Fra i personaggi a fumetti più famosi di sempre in tutto il mondo e particolarmente in Italia, dove nacque anche il modo di dire "non sono mica Mandrake" per indicare l'impossibilità a fare qualcosa. Il periodo di maggior successo del personaggio è soprattutto negli anni ’40 e ’50 e dal 1939 gli venne dedicata una serie di film. Per mano di altri autori Mandrake ha continuato a essere pubblicato nel mondo diventando un personaggio di culto conosciuto anche dalle generazioni successive. Le strisce originali sono ricercate dai collezionisti e possono raggiungere quotazioni importanti.

## Genesi del personaggio
Negli Stati Uniti d'America negli anni trenta erano popolari gli spettacoli di illusionismo e Falk, allora giovane pubblicitario, pensò di realizzare un fumetto incentrato sulla figura di un mago di nome Mandrake che in inglese significa mandragora, pianta alla quale erano attribuiti poteri magici durante l'antichità. Per la caratterizzazione grafica Falk si ispirò oltre che a sé stesso anche a un vero illusionista di nome Cardini vestendolo con frac, cilindro e mantello, tipico abito dei prestigiatori. Come spalla gli affiancò un assistente africano dal curioso nome tedesco, Lothar. L'aspetto e lo stile caratteristici di Mandrake ricalca quello di molti degli illusionisti che si esibivano sia in Europa che nel nuovo continente sin dall'Ottocento con un impeccabile frac con mantellina e cappello a cilindro.
Presentato come Mandrake, l'uomo del mistero, il personaggio inizialmente è un mago vero e proprio che incute paura ed è protagonista di storie dell'orrore nonostante utilizzi i suoi poteri per ricercare il bene. Alla fine degli anni trenta il personaggio sarà caratterizzato però come un brillante illusionista.
Disegnato con le fattezze di Falk stesso, è ispirato a un mago realmente esistito, tale Leon Mandrake, che si accordò con Falk affinché questi non rivelasse mai la sua fonte di ispirazione, per consentire all'amico mago di sfruttare la popolarità del personaggio. Aveva sempre i capelli lucidi ed impomatati, un paio di baffi e un bastone da passeggio con un grosso pomo che poteva divenire strumento dagli effetti magici.

## Storia editoriale
Falk, dopo aver ideato il personaggio, ne realizzò inizialmente da solo delle strisce di prova che vennero accettate per la pubblicazione sui quotidiani americani a partire dall'11 giugno 1934. Il successo arrivò presto trovando subito il favore dei lettori forse stanchi degli ormai consueti e banali personaggi d’avventura. Dal 15 giugno le strisce vennero disegnate da Phil Davis che le realizzò per più di trent'anni e poi, dal 1964, da Fred Fredericks. Falk morì nel 1999 e Fredericks resta l'unico autore delle strisce.
In Italia apparve per la prima volta il 20 gennaio 1935, all'interno del n. 15 settimanale a fumetti L'Avventuroso (che già aveva pubblicato altri personaggi d'origine statunitense quali Flash Gordon, Secret Agent X-9 e Jim della giungla), con una storia intitolata Mandrake, l'uomo del mistero e successivamente apparve su diverse testate. Gli venne anche dedicata una rivista cui ha collaborato alle copertine, tra gli altri, Guido Buzzelli. Durante gli anni trenta il nome venne cambiato in “Mandrache” in quanto la politica del governo fascista non tollerava nomi stranieri.

## Biografia del personaggio
Negli esordi il personaggio è una sorta di stregone in possesso di poteri tali da compiere veri e propri miracoli ma sempre utilizzati a fin di bene. L'avversario ricorrente è il Cobra, con il volto sempre coperto da un cappuccio e dotato anch'egli degli stessi poteri di Mandrake ma rivolti verso il male. I due si conoscono da molto tempo ma non si sa molto altro del vincolo che li lega. Successivamente si scopre che il Cobra si chiama in realtà Luciphor e che aveva imparato le arti magiche insieme a Mandrake nel Tibet dal maestro Theron che poi si scoprirà essere il padre di Mandrake e che Luciphor/Cobra è il suo fratellastro. Successivamente le storie divennero più ironiche e si scopre che i poteri di Mandrake non sono miracoli ma solo l'effetto delle tecniche di ipnosi che aveva apprese in Tibet che gli permettevano di far credere che si verificassero le cose più incredibili.

### Comprimari
Lothar: gigantesco servo di colore proveniente dalla Nubia vestito con una pelle di leopardo, pantaloncini bianchi e un fez rosso; nel tempo si evolverà diventando amico e assistente del protagonista. Dopo il trasferimento negli anni sessanta presso la residenza di Xanadu, Lothar cambia vestiario abbandonando la pelle di leopardo per una camicia bianca.
Narda: principessa vestita da odalisca originaria dell'immaginario regno di Cockaigne (cuccagna) dell'Europa centrale. L'incontro con Mandrake fu drammatico perché lei arrivò a tentare di ucciderlo, ma dopo poco si innamora del personaggio diventandone l'eterna fidanzata.

## Trama
Sempre accompagnato da Lothar, gigantesco africano originario della Nubia e suo fido assistente dal caratteristico fez leopardato, Mandrake si presenta come un abile mago, praticamente invincibile (è addirittura in grado di resuscitare i morti). Sul finire degli anni trenta, però, Falk porrà un limite ai poteri di Mandrake, trasformandolo da mago a semplice illusionista ed ipnotizzatore. Il personaggio è protagonista per oltre cinquant'anni di storie nelle quali grazie alla sua intelligenza risolve intricate indagini spesso in soccorso di giovani fanciulle in pericolo e contro spaventosi personaggi come il gorilla Klage, l'uomo lupo, il trasformista Saki e il misterioso Cobra, suo acerrimo nemico. La seducente Narda, principessa di un regno dell'Europa centrale, dopo aver cercato di ucciderlo, diviene la sua eterna fidanzata. Con lei Mandrake va a vivere nel castello di Xanadu in attesa che qualcuno gli affidi un nuovo incarico. Lothar, col tempo diventa un collaboratore e non più un servitore, continua a vivere con loro. Nel corso degli anni il personaggio ha vissuto avventure immerse in contesti realistici scontrandosi con spie, ricattatori e terroristi e, per esempio, riuscendo a sconfiggere un gruppo di spie naziste infiltrate negli Stati Uniti durante la seconda guerra mondiale e un complotto per sabotare i piani americani per la conquista dello spazio nel dopoguerra. Con l'ingresso degli americani in guerra, Mandrake veste la divisa dei Marines per impegnarsi negli anni quaranta a combattere i giapponesi su un'isola del Pacifico; negli anni cinquanta torna illusionista continuando a esibirsi nei teatri e a combattere il crimine; negli anni sessanta poi trova una residenza fissa in una villa fortificata e tecnologicamente avanzata presso Xanadu, antica città della Mongolia, insieme a Lothar che nel frattempo è diventato amico e sodale, e all'eterna fidanzata Narda.

## Altri media
Numerosi progetti cinematografici incentrati sul personaggio per opera di registi come Alain Resnais, Federico Fellini e Duccio Tessari non si concretizzano. Più volte sono stati fatti dei nomi per il suo ruolo, come ad esempio Kirk Douglas, David Niven, Basil Rathbone (che sarebbe stato la migliore scelta per Lee Falk), Alain Delon (e con lui Cassius Clay nel ruolo di Lothar). Il cineasta americano Michael Almereyda fu ingaggiato dalla Embassy Pictures per riscrivere una sceneggiatura per Mandrake the Magician ma alla fine il progetto fu scartato.

### Radio
Alla radio come programma da 15 minuti, Mandrake the Magician andò in onda sul Mutual Broadcasting System dall'11 novembre 1940 al 6 febbraio 1942. Originariamente trasmessa tre giorni alla settimana, la serie fu allungata a cinque giorni alla settimana nel 1941. A pronunciare l'incantesimo "invovo legem magicarum" era Raymond Edward Johnson, che era il protagonista nella parte di Mandrake. Juano Hernandez impersonava Lothar e Francesca Lenni aveva il ruolo della Principessa Narda. La serie era diretta da Carlo D'Angelo.

### Cinema
- Mandrake the Magician, serial cinematografico in 12 parti del 1939 prodotto dalla Columbia e basato sulla striscia, con Warren Hull nella parte di Mandrake e Al Kikume in quella di Lothar.[1]
- Jax of Heart: nel 2007, fu annunciato che la Baldwin Entertainment Group e la Hyde Park Entertainment avevano acquistato i diritti per fare un film sul personaggio che sarebbe stato diretto da Mimi Leder. Nel 2009 Hayden Christensen sostituì Rhys Meyers nel ruolo principale del film, con Djimon Honsou coprotagonista e Mimi Leder regista.[9] Il titolo è stato cambiato in Jax of Heart e il protagonista è un personaggio chiamato Leon Mandrake. Sebbene previsto per il 2015,[10], al 2023 il film non è ancora stato realizzato.

#### Progetti non autorizzati
- Un film su Mandrake non autorizzato prodotto in Turchia fu fatto nel 1967, Mandrake Killing'e karsi, diretto da Oksal Pekmezoglu e con protagonista Güven Erte nella parte di Mandrake. [senza fonte]

### Televisione

#### Serie
- La NBC realizzò un episodio pilota per una serie intitolata Mandrake the Magician nel 1954, ma non furono fatti altri episodi. Il mago Coe Norton interpretava la parte di Mandrake e Woody Strode quella di Lothar.

#### Lungometraggi
- Mandrake (1979) con Anthony Herrera nel ruolo principale e Ji-Tu Cumbuka nella parte di Lothar. Nel cast figurava anche il mago Harry Blackstone Jr..

#### Serie animate
- Defenders of the Earth (1986-87), ambientata nel 2015, Mandrake il mago si unisce ai compagni d'avventura della King Features, ovvero Flash Gordon e Phantom. Nella serie anche Lothar assume un ruolo di primo piano, come pure un figlio adolescente soprannominato L.J. (Lothar Junior) che è anche un artista marziale. Mandrake ha un figlio adottivo di origine asiatica di nome Kshin, che sta addestrando come suo apprendista ed erede. Peter Renaday era la voce di Mandrake e Buster Jones la voce di Lothar, mentre nell'edizione italiana sono doppiati rispettivamente da Augusto Di Bono e Franco Ferri. L'intera serie è stata distribuita dalla BCI Eclipse in due collane di DVD.
- Nella serie animata Phantom 2040, che mostra un Phantom del futuro, Mandrake fa una breve apparizione anonima nell'episodio "'Il Mago". È presentato come un vecchio amico del padre dell'Uomo Mascherato, e la sua forma straordinariamente ben conservata è compatibile con la longevità conferita dalle proprietà dei Cristalli.

### Teatro
Il musical Mandrake the Magician and the Enchantress fu prodotto durante la fine degli anni 1970 al Lenox Arts Festival nel Massachusetts con musica di George Quincy, sceneggiatura di Lee Falk, e parole di Thayer Burch.
Mandrake è anche un personaggio della commedia King Kong Palace, scritto dal commediografo cileno Marco Antonio de la Parra. Nella commedia, Mandrake è ora un artista che si esibisce in feste di compleanno e tenta di sedurre Jane, l'ambiziosa moglie di Tarzan, al fine di soddisfare la sua brama di potere.

### Videogiochi
Mandrake è presente come personaggio secondario in Defenders of the Earth (1990), videogioco per home computer tratto dalla serie animata.
Nel 1994 l'editrice Comic Art pubblicò in edicola un videogioco d'avventura per MS-DOS in italiano, Mandrake - L'ombra del Cobra, probabilmente l'unico videogioco ufficiale su Mandrake conosciuto.
Un gioco per Game Boy Advance, Mandrake: Shadow of the Vehme, era previsto per la pubblicazione dalla Microïds intorno al 2003, ma rimase allo stato di prototipo.

### Giochi da tavolo
Il gioco da tavolo Mandrake the Magician Game, poco complesso e rivolto ai bambini, fu pubblicato nel 1966 dalla Transogram.

## Impatto culturale
Nella pellicola Il dottor Stranamore - Ovvero: come ho imparato a non preoccuparmi e ad amare la bomba di Stanley Kubrick compare un personaggio con tale nome, Lionel Mandrake (interpretato da Peter Sellers), volutamente e comicamente assegnatogli dal regista.
Nel film di Steno Febbre da cavallo il protagonista Bruno Fioretti, interpretato da Gigi Proietti, è soprannominato Mandrake; vi è stato anche un sequel, Febbre da cavallo - La mandrakata, diretto da Carlo Vanzina.
Nel film La proprietà non è più un furto diretto da Elio Petri, il protagonista Total si definisce marxista-mandrakista in quanto compie dei furti di carattere ideologico ai danni di un ricco macellaio capitalista, che vede sparire il suo cappello, il suo coltello e perfino la sua compagna, rendendo Total un vendicatore "illusionista".

## Controversie

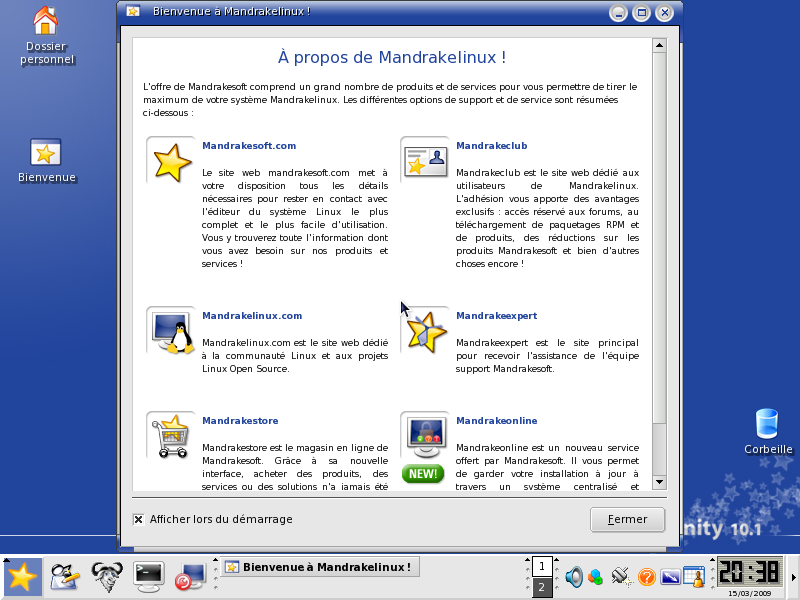
La schermata iniziale di Mandrake Linux (versione 10.1)

Una società di software chiamata MandrakeSoft fu fondata in Francia nel 1998. Il loro principale prodotto era una distribuzione Linux/GNU chiamata Mandrake Linux. Nel febbraio 2004, la MandrakeSoft perse una causa giudiziaria contro la Hearst Corporation, proprietaria della King Features Syndicate. La Hearst sostenne che la MandrakeSoft stava violando il marchio registrato del personaggio della King Features. La parola Mandrake però non indica in modo esclusivo il personaggio della King Features, e la MandrakeSoft fece appello contro la decisione. Tuttavia, anche lo strumento di Linux Lothar che fu sviluppato in un progetto sponsorizzato dalla MandrakeSoft ha un nome ispirato alla striscia a fumetti, dove Lothar è appunto l'eterno amico di Mandrake il mago. Anche l'uso di un cappello a cilindro da mago e di una bacchetta magica nelle immagini e nei loghi dimostravano che la MandrakeSoft voleva associare il nome con un mago e non con parole omonime come (ad esempio) la radice di mandragola (in inglese mandrake root). Di conseguenza e a causa dell'acquisizione della società Linux chiamata Conectiva, la MandrakeSoft e il suo prodotto hanno cambiato nome rispettivamente in Mandriva e Mandriva Linux.